# Romazières

Romazières este o comună în departamentul Charente-Maritime, Franța. În 1 ianuarie 2022 avea o populație de 83 de locuitori.